# آستی (کالیفرنیا)
آستی (به انگلیسی: Asti) یک منطقهٔ مسکونی در ایالات متحده آمریکا است که در شهرستان سونوما، کالیفرنیا واقع شده‌است. آستی ۸۶ متر بالاتر از سطح دریا قرار دارد.